# Оума
О̀ума (на английски: Omagh, на ирландски An Ómaigh, Ан Омуъй ) е град в западната част на Северна Ирландия.

## География
Намира се в графство Тайроун на около 100 km западно от столицата Белфаст. Главен административен център на графство Тайроун и район Оума. На територията на Оума реките Друмра и Камоуен се вливат в река Струл. Населението му е 22 182 жители според данни от преброяването през 2008 г.

## История
Град Оума е основан през 1610 г. На 15 август 1998 г. Ирландската републиканска армия ИРА предизвиква кървав бомбен атентат, при който загиват 28 души.

## Икономика
Основен отрасъл в икономиката на града е туризмът.

## Забележителности
В северните околности на Оума се намира музеят Ълстър Американ Фоулк Парк (Ulster American Folk Park), основан през 1976 г., който годишно се посещава от над 150 000 туристи.

## Спорт
Представителният футболен отбор на града се казва ФК Оума Таун. Дългогодишен участник е в Североирландската чампиъншип лига.

## Личности
Родени
- Сам Нийл (р. 1947), новозеландски актьор от ирландски произход
- Линда Мартин, певица (победителка в конкурса „Песен на Евровизия“ 1992 г.)

## Побратимени градове
- Л'Аи ле Роз, Франция